# Рагби лига клуб Нови Београд
Рагби лига клуб Нови Београд је рагби лига клуб из Београда.

## Историја
Рагби лига клуб Нови Београд основан је 14. јануара 2012. године у Београду од стране бившег играча РЛК Дорћола, РЛК Црвене звезде и репрезентације Србије и данас селектора репрезентације Србије за играче до 16. година Владана Кикановића уз помоћ бившег саиграча из РЛК Дорћол Горана Јанкулоског и бивших играча Београдског Универзитета Марка Матејића, Срђана Вишњевца и Атанаса Тримческог. Прву утакмицу су имали 27. марта 2012. године када су поразили екипу РЛК Стари Град са резултатом 40:16.

## Клупски успеси
- Рагби лига првенство, Друга лига Србије:

Вицепрвак (1): 2012